# Joaquim Cardozo
Joaquim Maria Moreira Cardozo (Recife, 26 de agosto de 1897 – Olinda, 4 de novembro de 1978) foi um engenheiro estrutural, poeta, contista, dramaturgo, professor universitário, tradutor, editor de revistas de arte e arquitetura, desenhista, ilustrador, caricaturista e crítico de arte brasileiro. Era poliglota, conhecedor de cerca de quinze idiomas.
Engenheiro responsável pelos projetos estruturais que permitiram a construção dos mais importantes monumentos de Brasília e do Conjunto Arquitetônico da Pampulha — obras mais complexas da carreira de Oscar Niemeyer —, Cardozo revolucionou a concepção estrutural do concreto armado com seus métodos de cálculo, contribuindo para a renovação da arquitetura mundial. Para Niemeyer, Joaquim Cardozo era "o brasileiro mais culto que existia".

## Biografia

### O poeta
Suas primeiras poesias datam de 1924, entretanto o primeiro livro Poemas surgiu apenas em 1947 e por pura insistência dos amigos. Joaquim Cardozo, que tinha uma memória prodigiosa, sabia de todos os seus poemas decorados e não os modificava, em nenhuma vírgula, quando os recitava publicamente em períodos distintos.

Eu não sou bem um poeta. Minha vida é que é cheia de hiatos de poesia.

Joaquim Cardozo
Conviveu com poetas modernistas, como Manuel Bandeira e João Cabral de Melo Neto, tendo publicado vários livros entre 1946 e 1975, usando como tema principalmente seu Recife natal e o Nordeste brasileiro. Foi também tradutor e crítico de arte.
Ocupou a Cadeira 39 da Academia Pernambucana de Letras. Eleito em 18 de fevereiro de 1975, tomou posse em 6 de setembro de 1977, um ano antes de sua morte.
Ao todo, foram publicados onze livros de sua autoria, dos quais destacam-se o inaugural Poemas, que teve prefácio do poeta Carlos Drummond de Andrade, um dos seus maiores admiradores, duas de suas obras teatrais, O Coronel de Macambira e De uma Noite de Festa, e suas Poesias Completas. Um livro Aceso e Nove Canções Sombrias foi seu último livro, publicado postumamente. Sua atuação na imprensa inclui passagem pelo Diario de Pernambuco como chargista, e passagens como colaborador e diretor da Revista do Norte, da Revista do Patrimônio Histórico e das revistas Para Todos e Módulo.

### O engenheiro

As hipóteses de cálculo de Joaquim Cardozo permitiram que as bases da Catedral Metropolitana de Brasília (foto) e dos principais palácios da capital federal apenas toquem o terreno, como agulhas.

Especializado em cálculo de estruturas, notabilizou-se pela sua colaboração com o arquiteto Oscar Niemeyer na construção de Brasília e do Conjunto Arquitetônico da Pampulha. Suas hipóteses de cálculo permitiram que obras desafiadoras da capital federal como o Palácio do Planalto, o Palácio da Alvorada e a Catedral Metropolitana apenas toquem no terreno, com bases delicadas, um feito considerado ainda mais impressionante levando em conta a resistência do concreto à época, cinco vezes menor do que nos dias atuais.
Após fazer o curso secundário no Ginásio Pernambucano, Joaquim Cardozo começou a estudar na Escola de Engenharia de Pernambuco, em 1915. Formou-se somente quinze anos depois, por causa da morte do pai e das dificuldades econômicas, período no qual prestou serviço militar e trabalhou como topógrafo. No ano em que viria a concluir o curso de engenharia, tornou-se desenhista em projetos de irrigação e perfuração de poços tubulares do Governo de Pernambuco, com o engenheiro alemão Von Tilling. Após a morte de Von Tilling, Joaquim Cardozo ainda estudante foi encarregado do projeto de irrigação de uma das ilhas do rio São Francisco. Em seguida, executou os cálculos das curvas parabólicas verticais da primeira rodoviária com pavimentação em concreto do Nordeste, no Recife.

Não visualizo qualquer incompatibilidade entre poesia e a arquitetura. As estruturas planejadas pelos arquitetos modernos são verdadeiras poesias. Trabalhar para que se realizem esses projetos é concretizar uma poesia.

Joaquim Cardozo
A partir de 1931, já formado, trabalha na Secretaria Estadual de Viação e Obras Públicas como engenheiro rodoviário. Em 1934, Joaquim Cardozo incorpora-se à equipe do arquiteto Luiz Nunes, especialmente contratado para organizar a Diretoria de Arquitetura e Construção, primeira instituição governamental criada no Brasil com essa finalidade. Foi também professor da Escola de Engenharia e um dos fundadores da Escola de Belas Artes de Pernambuco. Pioneiro da arquitetura moderna, Cardozo renovou a concepção estrutural do concreto armado e os métodos de cálculo, contribuindo para a evolução da engenharia civil. Lecionou até 1939, ano em que sofreu medidas repressivas do Estado Novo por suas críticas aos procedimentos governamentais no campo da arquitetura e da engenharia. Transferiu-se então para o Rio de Janeiro, onde se associou a Oscar Niemeyer.
As obras arquitetônicas, de maior vulto, edificadas com base nos cálculos estruturais de Cardozo são a Catedral Metropolitana de Brasília, o Congresso Nacional, o Palácio do Planalto, o Palácio do Supremo Tribunal Federal, o Palácio da Alvorada, o Palácio Itamaraty e a Igreja de São Francisco de Assis. No Recife, se destacam o Pavilhão Luiz Nunes, atual sede do IAB (no passado Instituto de Verificação de Óbitos da antiga Escola de Medicina) e a Caixa d'Água de Olinda, obras datadas de 1936 e que estão entre os primeiros exemplares da arquitetura moderna brasileira.

### O teórico de arquitetura
Os muros das construções são o papel onde se inscreveram as páginas da história, onde ainda se inscrevem as mensagens para o futuro. E escrever estas mensagens, cabe ao arquiteto.

Joaquim Cardozo
O envolvimento de Cardozo com a arquitetura não se limitou à sua atuação como engenheiro estrutural de edifícios projetados por Oscar Niemeyer, Luiz Nunes e outros arquitetos. Cardozo (que chegou a ser o catedrático responsável pela cadeira "Teoria e Filosofia da Arquitetura" na antiga Escola de Belas Artes de Pernambuco) deixou escritos que, apesar de extremamente sumários, contém ideias significativas para a construção de uma Teoria da Arquitetura.

### Vida pessoal
Visto como um homem discreto e sem ego, Joaquim Cardozo não teve filhos e morreu solteiro, o que dificultou a difusão de sua obra.

## Obras em parceria com Niemeyer

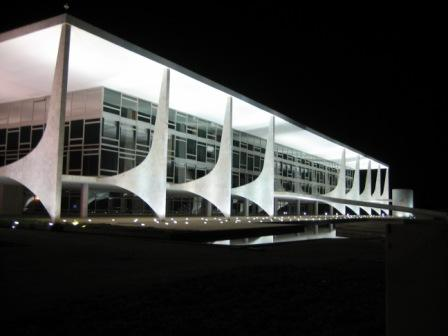
Palácio do Planalto - Brasília, DF
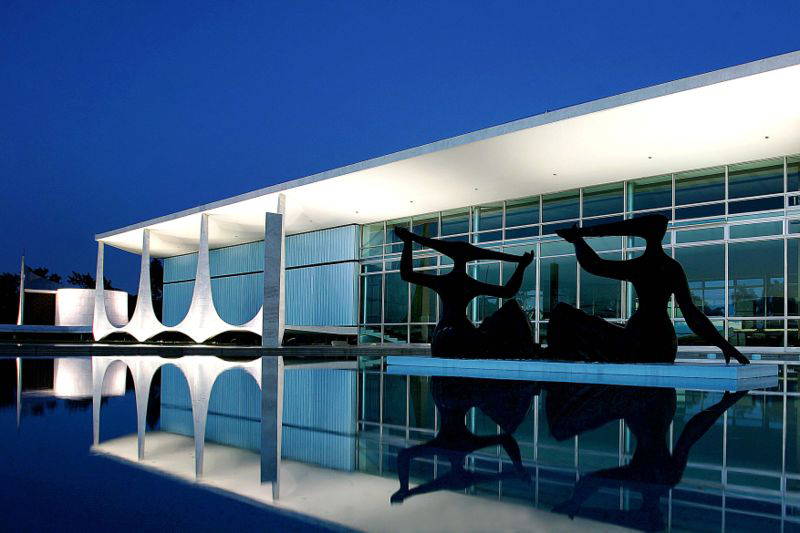
Palácio da Alvorada - Brasília, DF
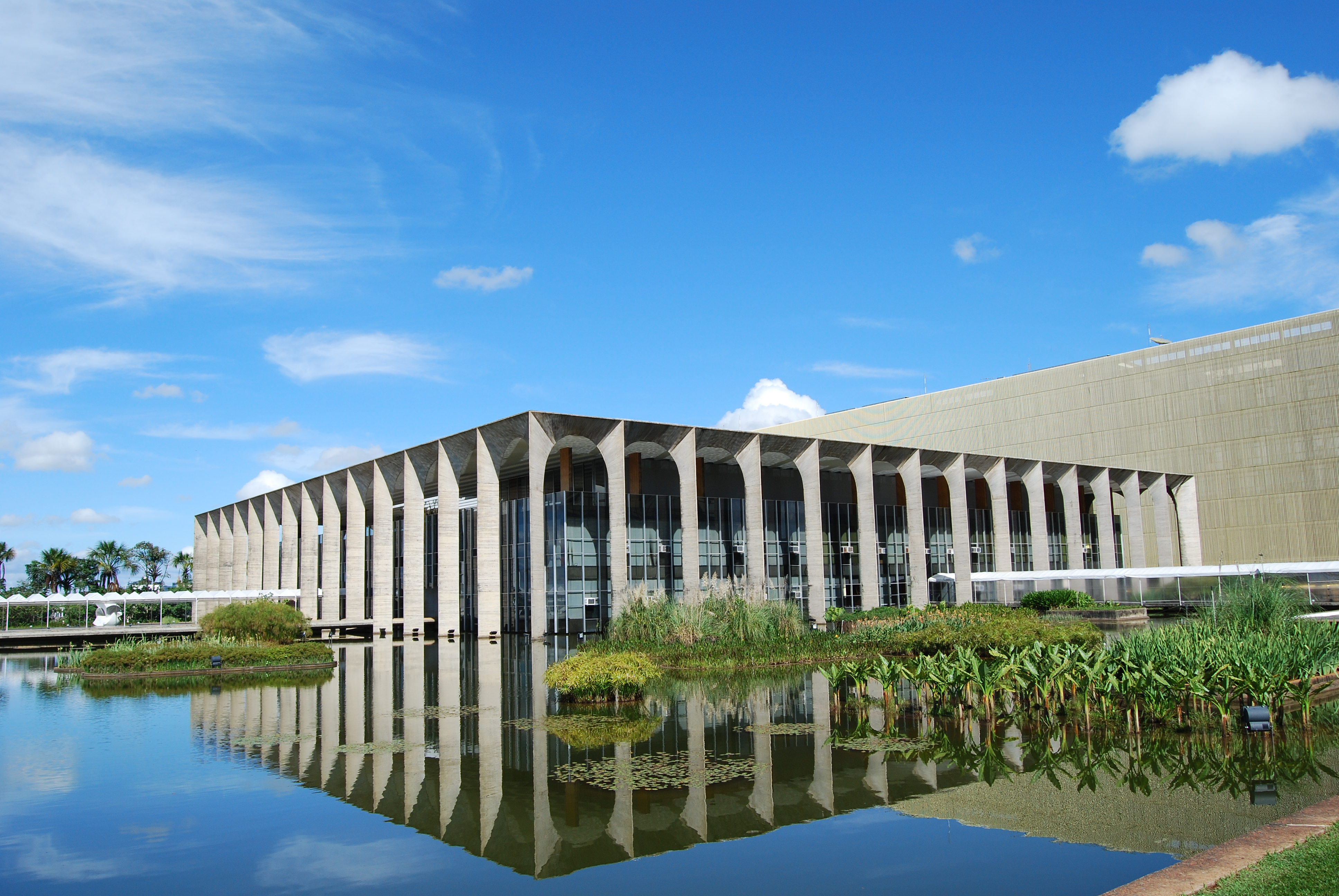
Palácio Itamaraty - Brasília, DF

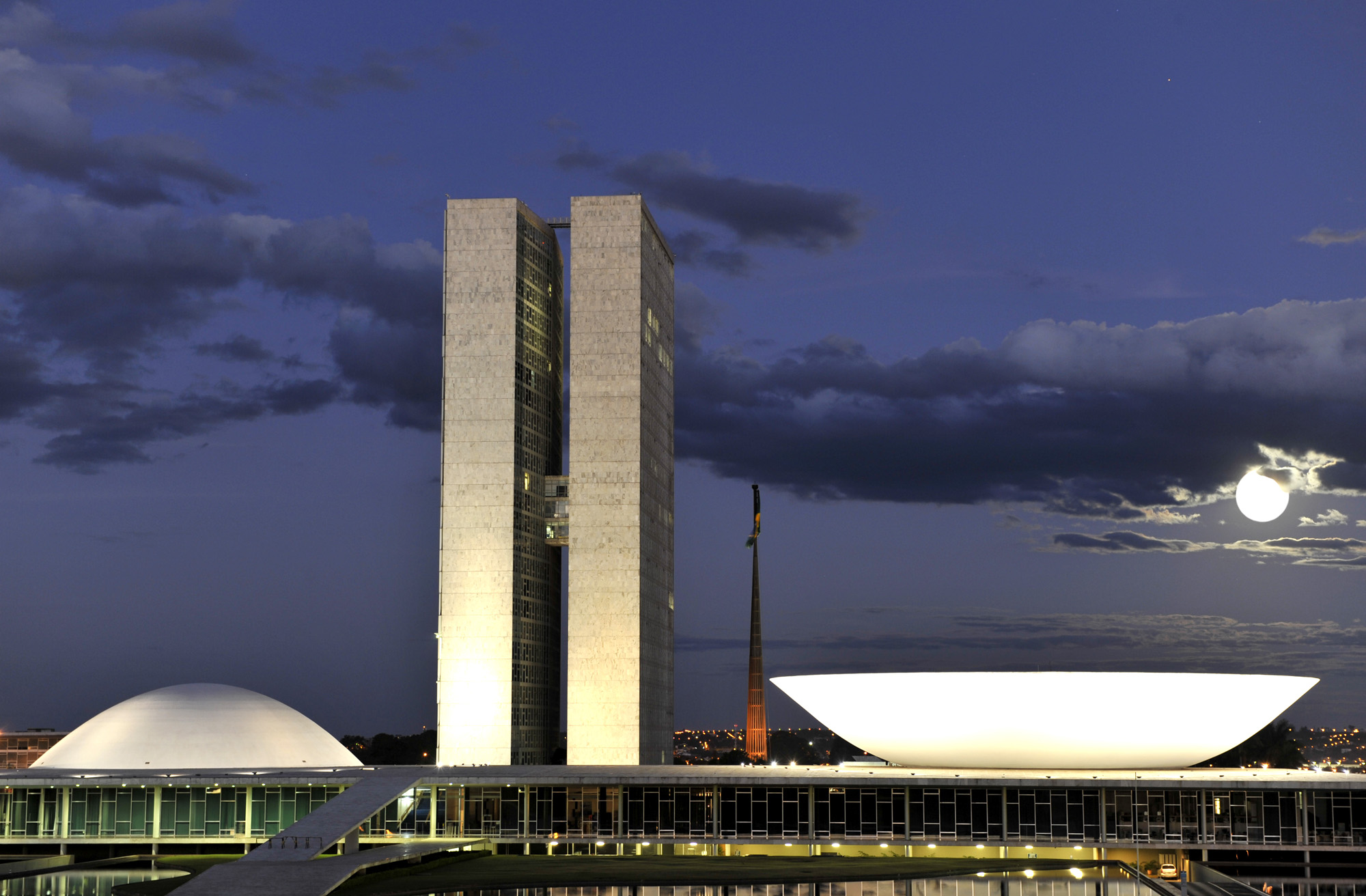
Palácio Nereu Ramos (Congresso Nacional do Brasil) - Brasília, DF
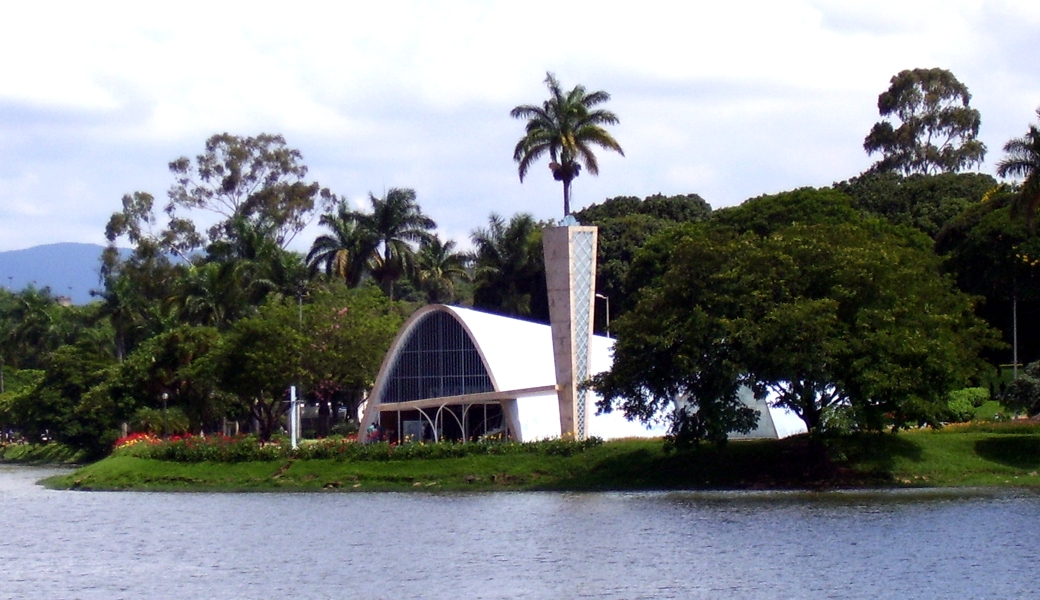
Igreja São Francisco de Assis na Pampulha em Belo Horizonte, MG
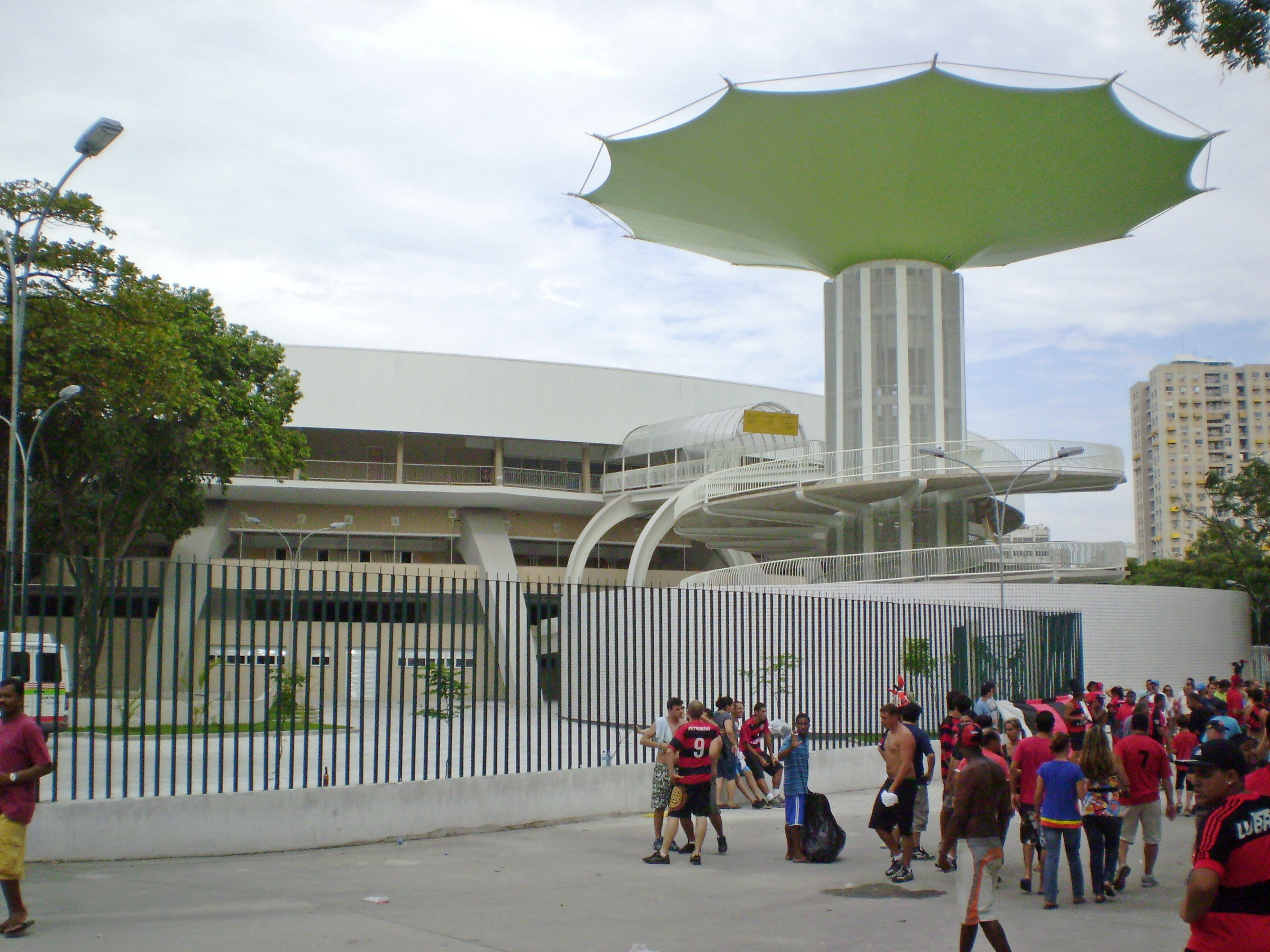
Maracanãzinho - Rio de Janeiro, RJ

## Livros
- Antologia de Poetas Brasileiros Bissextos Contemporâneos, oito poemas, em livro organizado por Manuel Bandeira, 1946;
- Poemas, 1947;
- O Coronel de Macambira: bumba meu boi, em dois quadros, 1963;
- Poesias Completas, 1971;
- Os Anjos e os Demônios de Deus, 1973;
- O Interior da Matéria e O Capataz de Salema, 1975.

## Cronologia
- 1915 - Ingressa no curso de Engenharia Civil
- 1930 - Cola grau em Engenharia Civil
- 1934/1937 - Trabalha com Luiz Nunes na Diretoria de Arquitetura e Urbanismo em Recife
- 1935 - Leva para a Exposição comemorativa da Revolução Farroupilha, em Porto Alegre, a primeira mostra de arquitetura brasileira moderna.
- 1936 - Reassume as cadeiras nas Escolas de Engenharia e de Belas Artes
- 1939 - Paraninfo da turma de Engenharia, de 1939, discurso subversivo e consequente confronto com o governo de Pernambuco. Transfere-se para o Rio de Janeiro
- 1940 - Começa a trabalhar no Serviço do Patrimônio Histórico e Artístico Nacional (SPHAN), com Rodrigo Melo Franco, Lúcio Costa e Burle Marx
- 1941/1945 - Conhece o arquiteto Oscar Niemeyer e é convidado para fazer os cálculos estruturais do conjunto da Pampulha
- 1956/1964 - Realiza o cálculo estrutural dos mais importantes edifícios de Brasília
- 1978 - Morre no dia 4 de novembro aos 81 anos, vítima de arteriosclerose